# Xpu-Há
Xpu-Há, auch Xpu Ha, bezeichnet eine kleine Siedlung an der mexikanischen Karibikküste zwischen Playa del Carmen und Tulum im Municipio Solidaridad, der sogenannten Riviera Maya. Die Siedlung besteht vor allem aus einzelnen Strandbars und Clubs an einem weitgehend naturbelassenen Strand.